# Przewodniczący Rady Kontroli
Przewodniczący Rady Kontroli (ang. President of the Board of Control), urząd brytyjski zajmujący się nadzorowaniem działalności Kompanii Wschodnioindyjskiej i sprawami Indii. Powstał w 1784 r. i został rozwiązany w 1858 r., razem z rozwiązaniem Kompanii Wschodnioindyjskiej. Jego kompetencje przejął minister ds. Indii.

## Lista przewodniczących
- 1784–1790: Thomas Townshend, 1. wicehrabia Sydney
- 1790–1793: William Grenville, 1. baron Grenville
- 1793–1801: Henry Dundas
- 1801–1802: George Legge, 3. hrabia Dartmouth
- 1802–1806: Robert Stewart, wicehrabia Castlereagh
- 1806–1806: Gilbert Elliot-Murray-Kynynmound, 1. baron Minto
- 1806–1806: Thomas Grenville
- 1806–1807: George Tierney
- 1807–1809: Robert Dundas
- 1809–1809: Dudley Ryder, 1. hrabia Harrowby
- 1809–1812: Robert Dundas, 2. wicehrabia Melville
- 1812–1816: Robert Hobart, 4. hrabia Buckinghamshire
- 1816–1821: George Canning
- 1821–1822: Charles Bathurst
- 1822–1828: Charles Watkin Williams-Wynn
- 1828–1828: Robert Dundas, 2. wicehrabia Melville
- 1828–1830: Edward Law, 2. baron Ellenborough
- 1830–1834: Charles Grant
- 1834–1835: Edward Law, 2. baron Ellenborough
- 1835–1841: John Hobhouse
- 1841–1841: Edward Law, 2. baron Ellenborough
- 1841–1843: William Vesey-FitzGerald, 2. baron FitzGerald i Vesey
- 1843–1846: Frederick Robinson, 1. hrabia Ripon
- 1846–1852: John Hobhouse
- 1852–1852: Fox Maule
- 1852–1852: John Charles Herries
- 1852–1855: Charles Wood
- 1855–1858: Robert Vernon Smith
- 1858–1858: Edward Law, 1. hrabia Ellenborough
- 1858–1858: Edward Stanley, lord Stanley